# 亞歷山德里亞鎮區 (北達科他州迪瓦德縣)
亞歷山德里亞鎮區（英語：Alexandria Township）是位於美國北達科他州迪瓦德縣的一個鎮區。

## 地方資料
亞歷山德里亞鎮區的面積為93.49平方千米，當中陸地面積為92.57平方千米，而水域面積為0.92平方千米。根據2020年美國人口普查的數據，當地共有人口18人，而人口密度為每平方千米0.19人。